# La Mer à l'aube
 (mai 2025).
Si vous disposez d'ouvrages ou d'articles de référence ou si vous connaissez des sites web de qualité traitant du thème abordé ici, merci de compléter l'article en donnant les références utiles à sa vérifiabilité et en les liant à la section « Notes et références ».
La Mer à l'aube est un roman de Volker Schlöndorff, dont la traduction française est parue aux Éditions Saint-Simon en mars 2012. Il met en scène les dernières heures du jeune résistant Guy Môquet.
Son titre est inspiré d’un vers du poète résistant Robert Desnos : « Jamais d’autre que toi ne saluera la mer à l’aube ».

## Résumé
En pleine Seconde Guerre mondiale, dans une France occupée et collaborationniste, deux soldats de la Wehrmacht sont assassinés à Nantes le 20 octobre 1941. Les coupables sont introuvables. En représailles, Hitler ordonne immédiatement l’exécution de 150 otages français. Représentants militaires allemands et français, malgré la réticence de certains, obéissent. Les premiers sur la liste sont les détenus du camp de Choisel, à Châteaubriant. Y séjournent des leaders politiques du mouvement résistant tels que Jean-Pierre Timbaud ou Charles Michels, mais aussi de très jeunes opposants à la collaboration, comme Guy Môquet, 17 ans, qui est incarcéré pour avoir diffusé des tracs dans un cinéma. Malgré les tentatives des militaires hostiles à la barbarie de cette mesure, la machine infernale, implacable, se met en place et, deux jours plus tard, le 22 octobre, les 27 otages de Choisel sont fusillés à Châteaubriant.

## Commentaires
Volker Schlöndorff s’est inspiré pour son roman du journal tenu heure par heure pendant ces deux jours d’octobre 1941 par l’écrivain allemand Ernst Jünger, à l’époque officier de la Wehrmacht envoyé à Paris. Des extraits de ce journal sont intégrés au récit. 
Au sein de l’ouvrage figurent également des extraits des lettres des condamnés, écrites à leurs familles une heure avant l’exécution. La lettre de Guy Môquet, en entier dans le livre, se démarque par l’émotion qu’elle suscite. 
Le sujet du livre fait également l’objet d'un téléfilm du même nom et du même auteur, diffusé sur Arte : La Mer à l'aube.